# Ars nova

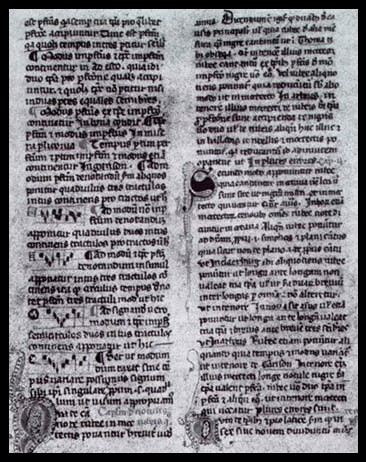
Список Ars Nova Філіппа де Вітрі з фрагментами «вітрійського» нотного запису

Ars nova, Арс но́ва (лат. нова техніка [композиції], нове мистецтво [музики]) — період в історії західноєвропейської (головним чином, французької та італійської) музики. Приблизно збігається з XIV століттям.

## Загальна характеристика
Найважливіші представники Арс нова у Франції — Філіпп де Вітрі і Гійом де Машо, в Італії — Франческо Ландіні. У такому значенні термін вперше було використано І. Вольфом в його «Історії мензуральної нотації» (1904).
У вузькому сенсі Ars nova — спосіб нотного запису, запропонований Філіпом де Вітрі (1291—1361) у трактаті «Ars Nova», що надав композиторам нові можливості запису тривалостей нот і ритму, невідомі в попередній техніці багатоголосої композиції, Ars antiqua. Вже в епоху раннього Відродження словами Ars nova стали позначати французький і італійський репертуар XIV століття взагалі, протиставивши його багатоголоссю XII–XIII століть.
Книга Вітрі, що вийшла у світ між 1320 та 1325, в наступні десятиліття мала значний вплив на французьких авторів. Окрім трактату Вітрі збереглися трактати учнів його школи. Ймовірно, що твір Вітрі спочатку складався з двох частин, і перша з них, що описує стару мензуральну школу, остаточно втрачена. Списки другої частини, власне Ars nova, мають прогалини, які намагалися заповнити редактори XIX століття. Головні і безперечні новації Вітрі, що збереглися у всіх конспектах, — поєднання подвійного і потрійного поділу нот і системи запису тривалості кожної ноти.
Крім того, Вітрі приписують близько десяти мотетів, більшою частиною, ізоритмічних.
Ранні твори Ars nova не визнавав папа Іван XXII. Натомість його наступник, Климент VI, навпаки, підтримував «нову» школу.
Окрім Гійома де Машо і Франческо Ландіні до напрямку Ars nova належали флорентійці Джованні да Каш'я, Герарделло, Лоренцо, Донато, Якопо Болонський, Бартоліні Падуанський, Магістр П'єро. Значна частина творів періоду анонімна.
Арс нова — час появи перших багатоголосих мес (на стандартний повний текст ординарія). І все ж основні музично-поетичні шедеври періоду зосереджені в області світської музики. Центральні за значенням жанри музики Ars nova у Франції — мотет, рондó, віреле, балада; в Італії — мадригал, каччіа, баллата.
Твори після смерті Машо і Ландіні (кінця XIV і початку XV століть, переважно французькі), що відрізняються винятковою вишуканістю нотації, ритміки і гармонії, виділяють в окремий період Ars subtilior (термін запропоновано в 1960 році Урсулою Гюнтер) і розглядають як феномен музичного маньєризму.
Серед основних особливостей музичного мистецтва цієї доби — використання народнопісенних і танцювальних мотивів, тенденція до використання усіх звукових можливостей багатоголосся, поступова кристалізація тематизму та пронизування тематичними поспівками усіх голосів. Особливо новаторською стала увага композиторів до одночасного звучання акордових «вертикалей». Саме в добу Арс Нова ці вертикалі перестали сприйматись ізольовано і чим далі, тим більше сприймались з точки зору їх ладово-функціонального зв'язку.
Деякі західні музикознавці (особливо англомовні) термін Arsnova відносять тільки до Франції XIV століття, а  муз культуру Італії більш нейтрально називають «музикою Треченто», тим самим виключаючи естетичну її оцінку та зв'язки з французькими «нововведеннями». Самі ж італійці розглядають Arsnova в Італії як частину музично-естетичного та техніко-композиційного тренду, загального для Франції та Італії.

## В образотворчому мистецтві
В історії образотворчого мистецтва Ars nova — термін, яким позначаються джерела та початковий період Північного Відродження у живописі XV століття.